# Ozicrypta digglesi
Ozicrypta digglesi is een spinnensoort uit de familie Barychelidae. De soort komt voor in Queensland.